# Penitentiaire Inrichting Vught

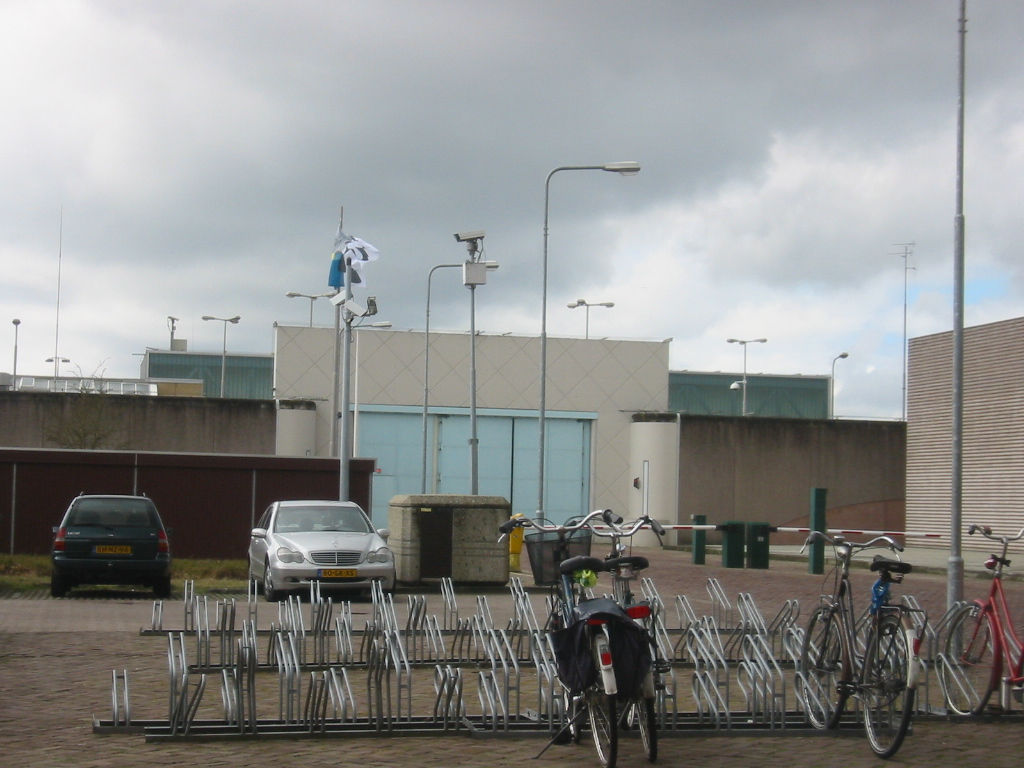
Nieuw Vosseveld (2006)

De Penitentiaire Inrichting Vught (kortweg P.I. Vught, voorheen Nieuw Vosseveld) is een penitentiaire inrichting in de Nederlandse gemeente Vught en maakt deel uit van de Dienst Justitiële Inrichtingen (DJI) van het ministerie van Justitie en Veiligheid.
De PI Vught bestaat uit twee reguliere gevangenissen (unit 6 en 7), de EBI (unit 5), een gevangenis voor Beheersproblematische Gedetineerden (BPG, unit 8),Terroristen Afdeling (unit 9), een inrichting voor stelselmatige daders (ISD, unit 2) en twee penitentiair psychiatrische centra (PPC’s, unit 3 en 4).
In totaal kent PI-Vught acht verschillende regimes en heeft een capaciteit voor 750 gedetineerden en TBS-ers.

## Geschiedenis
De geschiedenis van de huidige inrichting gaat terug tot 1942 toen de Duitse bezetter op die locatie een concentratiekamp opzette onder de naam Durchgangslager Herzogenbusch ofwel Kamp Vught. Na de oorlog werd het kamp gebruikt als interneringsfaciliteit voor politieke gevangenen.
In 1953 werd een deel van het kamp in gebruik genomen als inrichting voor jeugdigen die een langdurige gevangenisstraf moesten ondergaan. De jeugdgevangenis had in die jaren een capaciteit van 120 tot 140 gedetineerden. Het regime in de inrichting was -zeker voor die tijd- behoorlijk progressief: de jeugdigen werden bijvoorbeeld alleen 's nachts in hun cellen opgesloten: overdag waren de celdeuren meestal open.
Begin jaren zeventig veranderde de bestemming van de inrichting van langgestrafte jeugdigen naar kortgestrafte jeugdigen. In de daarop volgende jaren werd ook een huis van bewaring bijgebouwd.
In 1999 werd een forensisch psychiatrische afdeling geopend waar gedetineerden met een ernstige psychische stoornis geplaatst kunnen worden.
Ook is er een zogenoemde terrorisme-afdeling waar verdachten van terrorisme ondergebracht worden. Deze afdeling maakt gebruik van het originele oude hoofdgebouw. Deze afdeling kwam in het nieuws omdat de cellen niet voldeden aan de brandveiligheidseisen. Dit kwam aan het licht bij een landelijk onderzoek naar aanleiding van de brand in het uitzetcentrum bij Schiphol.
Tot 1970 was ook het centrale ziekenhuis gevestigd op het terrein van Nieuw Vosseveld. Pas in dat jaar verhuisde de ziekenboeg naar de huidige locatie in de Scheveningse gevangenis.
Het huidige gebouw is ontworpen door architectenbureau Magis en van den Berg architekten te Helmond.

## TEBI en EBI
Door het toenemende geweld van bepaalde gedetineerden ontstond de behoefte aan een faciliteit waar gedetineerden met een hoog uitbraakrisico veilig konden worden opgesloten. In de jaren negentig van de twintigste eeuw ontstond een tendens dat bepaalde criminelen alles in het werk stelden om te ontsnappen uit hun verblijfplaats. Op het terrein van Nieuw Vosseveld werd in eerste instantie een Tijdelijke Extra Beveiligde Inrichting ingericht en vervolgens werd een definitieve faciliteit gebouwd aangeduid als EBI in plaats van TEBI.
Het regime in de EBI is heel streng en biedt de gedetineerden minimale vrijheid om het risico van ontsnapping tot een absoluut minimum te beperken. Gedetineerden luchten individueel in overdekte kooien, zijn geboeid als ze buiten hun cel of luchtkooi zijn en ze zitten bijna permanent alleen in hun cel. De TEBI opende haar deuren in 1993 en de definitieve EBI, met 25 plaatsen, werd in 1996 opgeleverd.

## TBS-afdelingen
P.I. Vught herbergt twee TBS-afdelingen. Deze afdelingen zijn opgezet in nauwe samenwerking met de Pompestichting. Er is één afdeling voor actieve behandeling van 24 terbeschikking-gestelden en daarnaast is er in 2007 een nieuwe long-stay unit geopend voor de huisvesting van 22 longstay patiënten. Deze laatste groep wordt niet echt behandeld maar verblijft hier voor lange periode terwijl er geen uitzicht is op genezing.

## Buch
- Menno Buch maakte in 2012 en 2013 met een cameraploeg opnames in deze gevangenis voor het televisieprogramma Buch in de Bajes II.